# Lulu Basinyi
Lulu Basinyi, född 30 maj 1976, är en friidrottare från Botswana. Han deltog vid olympiska sommarspelen 2000.